# Jean Gisclon
Pour les articles homonymes, voir Gisclon.
Jean Gisclon, né à Lyon le 30 avril 1913 et mort à Paris 7e le 7 janvier 2009, est un aviateur, écrivain et journaliste français 

## Biographie
En 1932, il obtient son brevet de pilote à l'école d'Aulnat (Puy-de-Dôme). Il a pour moniteur Fernand Lefèbvre, qui deviendra pilote d'essai et se tuera aux commandes d'un prototype en 1946.
Engagé dans l'armée d'observation puis dans la chasse, au sein du Groupe de Chasse 2/5 La Fayette, il accède au grade de colonel. As de guerre avec 6 victoires, il est commandeur de la Légion d'honneur, Croix de guerre 1939-1945 avec 6 palmes, il est décoré de la médaille de l'Aéronautique et de l'Air Medal américaine,.
Sa première affectation en mars 1933 est au 35e Régiment d'Aviation, basé à Lyon - Bron. Il y reste jusqu'en 1936, affecté successivement aux 35e et 55e Escadre d'Observation (Breguet 19 et 27, Potez 25 et 540, Hanriot 431 (en) et Les Mureaux 117), puis à la 5e Escadre de Chasse (Gourdou 32, Nieuport 622, Dewoitine 500 et 501, et enfin, plus tard, Curtiss H.75A (ou P-36).)
En juin 1936, intervient un événement important : à la suite d'une infraction caractérisée (et remarquée !) au règlement de la circulation aérienne (très, très bas au-dessus de la banlieue lyonnaise), notre jeune pilote est condamné à 60 jours d'arrêts de rigueur mais, surtout, menacé de radiation du personnel navigant.
L'intervention d'amis efficaces lui permet de se soustraire aux foudres lyonnaises et il se retrouve détaché au cabinet du Ministre de l'Air. Là, on lui propose de convoyer à Barcelone des avions destinés aux Républicains espagnols.
Il quitte l'armée en 1960 atteint par la limite d'âge de son grade et commence une carrière d'écrivain et de journaliste au quotidien Le Parisien, ainsi qu'à la revue "Pionniers". En tant qu'écrivain, il aura pour objectif principal de réhabiliter l'ensemble des pilotes français durant la campagne de France (mai-juin 1940) ainsi qu'après le débarquement américain en Afrique du nord en novembre 1942. Réarmé sur P-40F par le commandement américain, il participera à la campagne de Tunisie (Kasserine-Thelepte) puis à la libération de la Corse et à la Campagne d'Italie. En 1945, il sera instructeur à Meknès où il côtoiera le fils de l'écrivain Blaise Cendrars qui trouvera la mort lors d'un entraînement.
Détaché à deux reprises auprès du cabinet du ministre de l'air , il sera barré durant de longues années dans ses promotions au grade supérieur par le général Martial Valin, ancien des Forces françaises libres[réf. nécessaire].[non neutre]
Il en ira de même pour sa promotion au grade de commandeur de la Légion d'honneur puisqu'il dut attendre 2005 soit l'âge de 92 ans pour être enfin décoré de la croix de commandeur. Cela illustre l'inimitié tenace des milieux gaullistes envers les combattants qui, en juin 1940, après l'Armistice, eurent la mauvaise idée d'obéir aux ordres du gouvernement de Vichy[réf. nécessaire].[non neutre]
Certains des récits publiés par Jean Gisclon s'avèrent très « enjolivés » lorsqu'on les confronte aujourd'hui aux archives officielles. L'absence de précision quant aux sources (nom de ses « témoins » rarement cité) rend de surcroît toute vérification impossible. C’est le cas notamment des différentes versions produites par Jean Gisclon (en 1965 et en 1983) à propos des derniers instants du lieutenant Pierre Houzé".Les journaux de "marche" des escadrilles de chasse, qui ont servi de trame à l'auteur, sont la mémoire vivante "quasi instantanée" du vécu et à ce titre il est fort peu probable que leur contenu soit par trop romanesque ! On peut donc penser que l'auteur a correctement rendu compte des derniers instants du lieutenant Houzé, aussi bien dans son ouvrage "LE CINQUIEME QUART D'HEURE" paru en 1965 que dans "LES MILLE VICTOIRES DE LA CHASSE FRANCAISE" paru en 1990.[style à revoir][réf. nécessaire]

## Publications

### Livres
- Pour Dolorès, Denoël, 1959[6]
- Le cinquième quart d'heure[7], Éditions France-Empire, Paris 1965, prix Raymond Poincaré en 1966
- Ils ouvrirent le bal[8], Éditions France-Empire, Paris 1967, prix des Pilotes de Chasse en 1970, réédition Presses pocket 1973
  - Sie eröffneten den Tanz : der Kampf der französischen Jagdflieger vom 18. Mai bis zum 24. Juni 1940 [9], Fabel, 1967, Allemagne
- Des avions et des hommes[10], Éditions France-Empire, Paris 1969, prix du groupe Paris-Lyon 1971[11]
- Un du ciel, 1973[12]
- De l'escadrille La Fayette au La Fayette squadron : 1916-1945, Éditions France-Empire, Paris 1975[13]
- L'Escadrille Lafayette, couronné par l'Académie des Arts et Lettres de Bordeaux en 1975 et par le prix Louis-Castex[14] de l'Académie française en 1976[4]
- Les As de l'escadrille La Fayette, illustrations de Georges Beuville, 1976 (réédition de L'Escadrille Lafayette)[15]
- La grande aventure de la Chasse française[16], Éditions France-Empire, Paris 1983, prix Guynemer 1985, préface du général d'armée aérienne Philippe Maurin
- Espagne 1936 - La Désillusion, Éditions France-Empire, Paris 1986[17]
- Les 1 000 victoires de la Chasse française : mai-juin 1940[18], Éditions France-Empire, Paris 1990, meilleur Document d'Histoire de l'Aéro Club de France en 1990
- Chasseurs au groupe "La Fayette" du Nieuport au Thunderbolt 1916-1945, Paris, Nouvelles éditions latines, 1994[19],[20]

### Articles
- 1988 - Roland Garros in Pionniers no 97
- 1988 - Quelques « merveilleux fous volants » du temps de Roland Garros in Pionniers no 97
- 1988 - Nous avons lu pour vous : « Nouvelle Histoire Mondiale de l'Aviation » in Pionniers no 97
- Le sacrifice exemplaire du commandant de Laubier in Pionniers no 105[21] (Pionniers - Revue Aéronautique trimestrielle des Vieilles Tiges)
- 1997 - Louis Mailloux, grand pionnier de l'aviation civile et militaire in Pionniers no 133
- 1998 - Record mondial de distance en ligne droite in Pionniers no 136
- 1999 - Commandant Tricornot de Rose in Pionniers no 139
- 1999 - 1909, les 17 Pionniers brevetés cette année-là in Pionniers no 140
- 1999 - Les 400 premiers brevetés (suite) in Pionniers no 141
- 1999 - Le Père des ingénieurs de France ( Albert Caquot) in Pionniers no 142
- 2000 - Les 400 premiers pionniers (suite) in Pionniers no 143
- 2000 - Charles Goujon au La Fayette Squadron in Pionniers no 143
- 2000 - Henri Bouquillard premier chasseur des FAFL tombé en combat aérien in Pionniers no 143
- 2000 - Jérome Cavalli champion de voltige aérienne des années 1930 in Pionniers no 146
- 2002 - Francisco Perez-Mur in Pionniers no 151